# Gelgaudiškis
Gelgaudiškis è una città della Lituania, situata nella contea di Marijampolė.